# Hadena syriaca
Hadena syriaca là một loài bướm đêm thuộc họ Noctuidae. Nó được tìm thấy ở Ý, Balkan, tây nam châu Âu, Thổ Nhĩ Kỳ, Ngoại Kavkaz, Israel, Syria và Jordan, Iran, Pakistan và Ai Cập.
Con trưởng thành bay từ tháng 2 đến tháng 5. Có một lứa một năm.
Ấu trùng có thể ăn các loài capsules của Caryophyllaceae.

## Phụ loài
- Hadena syriaca podolica (Iran)
- Hadena syriaca imitaria
- Hadena syriaca petroffi (Egypt)
- Hadena syriaca quetta